# Marcé
Marcé is een gemeente in het Franse departement Maine-et-Loire (regio Pays de la Loire) en telt 637 inwoners (1999). De plaats maakt deel uit van het arrondissement Angers.

## Geografie
De oppervlakte van Marcé bedraagt 21,3 km², de bevolkingsdichtheid is 29,9 inwoners per km².
De onderstaande kaart toont de ligging van Marcé met de belangrijkste infrastructuur en aangrenzende gemeenten.

## Demografie
Onderstaande figuur toont het verloop van het inwonertal (bron: INSEE-tellingen).